# St-Barthélemy (Beaumont-du-Gâtinais)

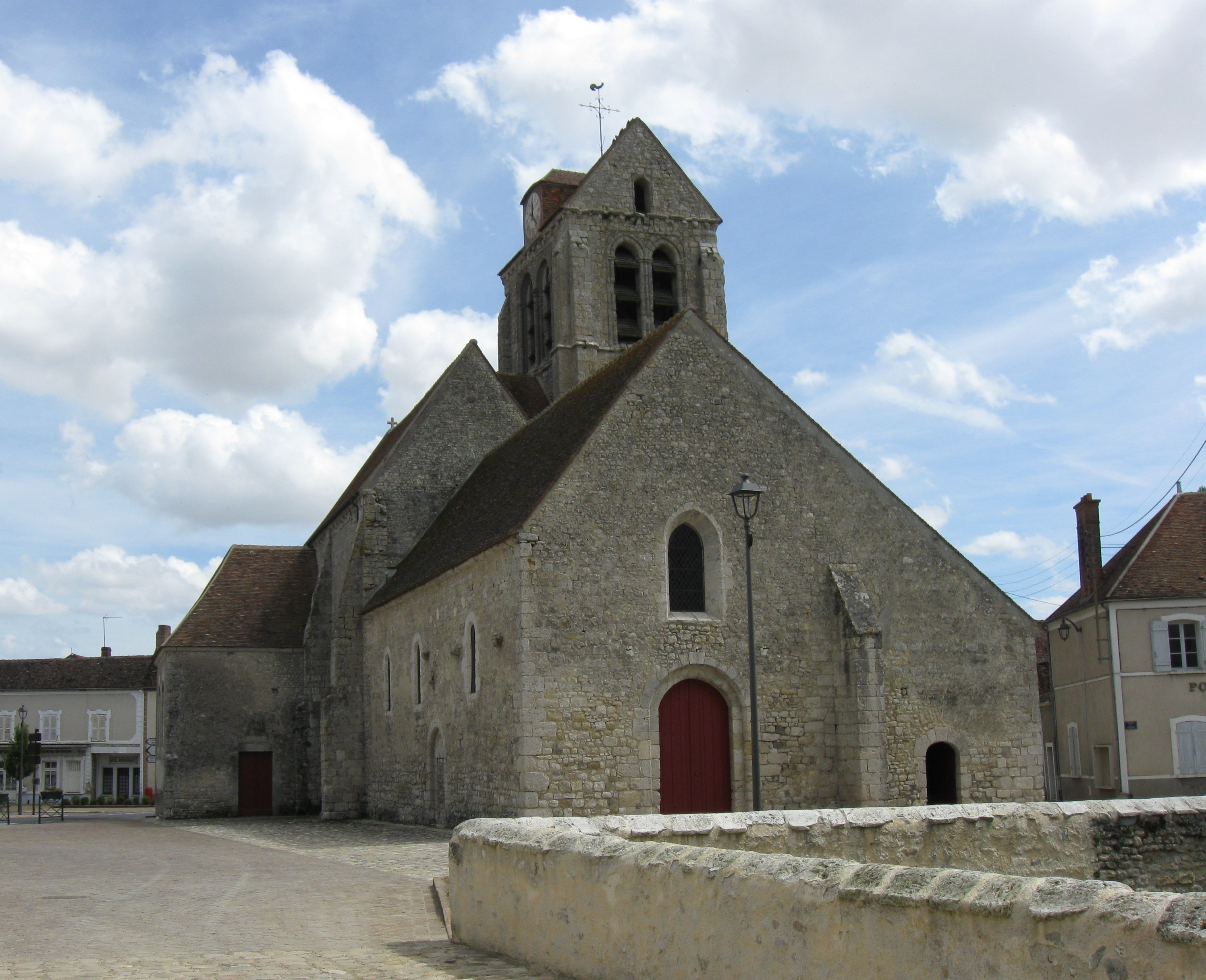
Kirche Saint-Barthélemy

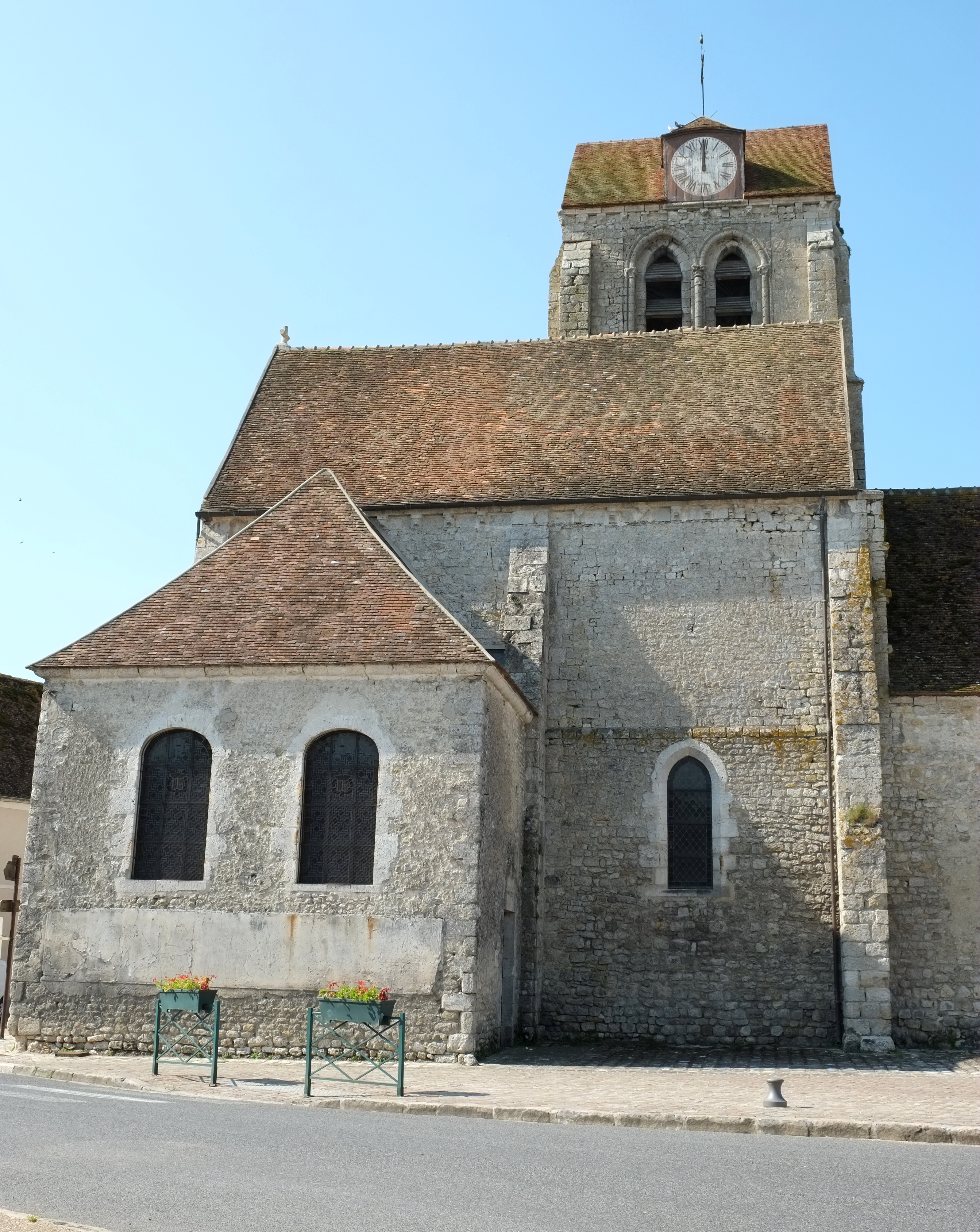
Ansicht von Norden

Die katholische Kirche Saint-Barthélemy in Beaumont-du-Gâtinais, einer Gemeinde im Département Seine-et-Marne in der französischen Region Île-de-France, weist mehrere Bauphasen auf, die bis in das 11. Jahrhundert zurückreichen. Die heutige, dem Apostel Bartholomäus geweihte Kirche wurde weitgehend im 12. Jahrhundert errichtet. Im Jahr 1922 wurde die Kirche als Monument historique in die Liste der Baudenkmäler (Base Mérimée) in Frankreich aufgenommen.

## Architektur

### Außenbau
Im 12. Jahrhundert wurde an der Südseite des Chors mit dem Bau des Glockenturms begonnen, der im 13. Jahrhundert fertiggestellt war. Der Turm ist auf allen vier Seiten von großen, rundbogigen, gekuppelten Klangarkaden durchbrochen. Im ausgehenden Mittelalter wurde er als Wehrturm genutzt, vermutlich im 16. Jahrhundert wurde ein kleiner Turm mit Schießscharten angebaut. Ende des 16. Jahrhunderts ließ Achille de Harlay an die Nordseite des Chors eine Kapelle anbauen.

### Innenraum

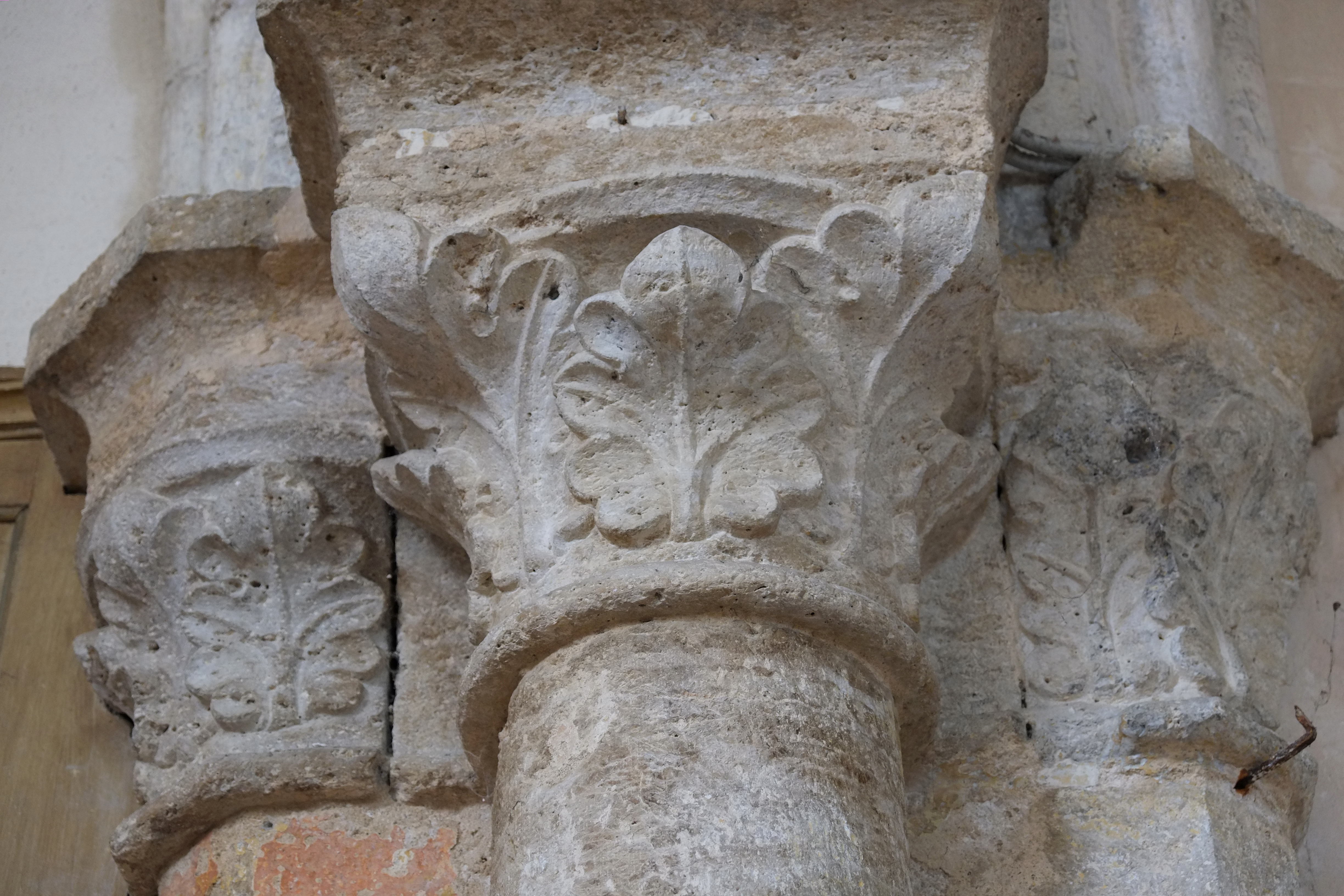
Kapitelle

Das Hauptschiff stammt vermutlich noch aus dem 11. Jahrhundert. Zu Beginn des 12. Jahrhunderts wurde an der Südseite ein Seitenschiff angefügt. Der gerade geschlossene Chor entstand in der zweiten Hälfte des 12. oder zu Beginn des 13. Jahrhunderts.
In der Kirche sind Kapitelle aus dem frühen 12. Jahrhundert erhalten, auf denen große Blätter dargestellt sind.

## Ausstattung
Siehe: Liste der Monuments historiques (Objekte) in Beaumont-du-Gâtinais